# بئاتا شچیباکوفنا
بئاتا شچیباکوفنا (لهستانی: Beata Ścibakówna؛ زادهٔ ۲۸ آوریل ۱۹۶۸) بازیگر و صداپیشه اهل لهستان است.
از فیلم‌ها یا مجموعه‌های تلویزیونی که وی در آن‌ها نقش داشته‌است، می‌توان به مادام کاملیا، پیمان ورشو، بچه‌ها و ماهی، مدار بسته، خودِ زندگی، تشخیص، راه‌های آزادی، دختران خریدنی، قانون حقیقی، پدر متیو، هتل ۵۲ و در خوشی و سختی اشاره نمود.